# 阿然·巴傑瓦
阿然·巴傑瓦（英語：Arjan Bajwa，1979年9月3日—），印度男演員，主要出演印地語和泰盧固語電影。他在泰盧固語電影界掛名為迪帕克（英語：Deepak），在此展開演藝事業。他繼出演印地語電影《那是你的名字》（2004年）後，2007年憑藉廣受好評的電影《古盧大兄》在寶萊塢取得了突破。2008年在電影《名模心機》中飾演男主角，並因此獲得星塵突破表演獎。

## 早年
阿然·巴傑瓦生於德里的賈特錫克教家庭。父親蘇林德·辛格·巴傑瓦是印度人民黨（BJP）的德里前副市長。巴傑瓦擁有德里建築學位，以及跆拳道黑帶。
他在進入電影界之前，是曾為幾位大型時裝設計師走過伸展台的模特兒。

## 作品列表

### 電影
| 年份 | 片名                                            | 角色                   | 語言                             | 附註 |
| ---- | ----------------------------------------------- | ---------------------- | -------------------------------- | ---- |
| 2001 | 《黃玉蘭》                                      | 阿布舍克（Abhishek）           | 泰盧固語                         |      |
| 2002 | 《我需要你的陪伴》                              | 瓦蘇（Vasu）               | 泰盧固語                         |      |
| 2002 | 《就算閉上眼睛也是你》（Kanulu Musina Neevaye） | 薩加爾（Sagar）             | 泰盧固語                         |      |
| 2003 | 《帕瓦尼與卡延相愛》                            | 卡延（Kalyan）               | 泰盧固語                         |      |
| 2003 | 《那是你的名字》                                | 阿赫塔爾（Akhtar）           | 印地語                           |      |
| 2005 | 《平安》                                        | 拉賈（Raja）               | 泰盧固語                         |      |
| 2007 | 《古盧大兄》                                    | 承包商阿爾贊（Arzan Contractor）       | 印地語                           |      |
| 2007 | 《2007年夏季》                                  | 卡特爾（Qateel）             | 印地語                           |      |
| 2008 | 《名模心機》                                    | 馬納夫·巴辛（Maanav Bhasin）        | 印地語                           |      |
| 2008 | 《》                                            | 拉胡爾（Rahul）             | 泰盧固語                         |      |
| 2008 | 《國王》                                        | 阿傑（Ajay）               | 泰盧固語                         |      |
| 2009 | 《朋友》                                        | 馬杜（Madhu）               | 泰盧固語                         |      |
| 2010 | 《捉迷藏》（Hide N Seek）                       | 賈迪普·馬哈詹（Jaideep Mahajan）      | 印地語                           |      |
| 2010 | 《做坏人挺好的》                                | 薩瑪斯（Samarth）             | 印地語                           |      |
| 2011 | 《神啊！告诉我吧》                              | 傑·維沙爾·辛格（Jai Vishal Singh）     | 印地語                           |      |
| 2011 | 《蘭卡》                                        | 喬特（Chhote）               | 印地語                           |      |
| 2012 | 《將領之子》                                    | 鮑比（Bobby）               | 印地語                           |      |
| 2014 | 《侦探芭比》                                    | 拉拉（Lala）               | 印地語                           |      |
| 2016 | 《軍魂》                                        | 維克蘭·馬希賈（Vikram Makhija）      | 印地語                           |      |
| 2017 | 《奇特拉加達》                                  | 拉賈·拉維·維爾瑪（Raja Ravi Verma）   | 泰盧固語                         |      |
| 2019 | 《癮情》                                        | 卡蘭·拉吉德爾·辛格（Karan Rajdheer Singh） | 印地語                           |      |
| 2019 | 《球神比吉爾》                                  | 薩馬（Samar）               | 泰米爾語                         |      |
| TBA  | 《叫我驅魔男神》                                | 桑傑（Sanjay）               | 中華民國國語、印地語、英語、粵語 |      |

### 電視
| 年份 | 節目名              | 角色                  | 附註 |
| ---- | ------------------- | --------------------- | ---- |
| 2020 | 《戒嚴狀態：26/11》 | 庫納爾·薩霍塔上校（Colonel Kunal Sahota） |      |
| 2022 | 《暢銷書》          | 塔希爾·瓦齊爾（Tahir Wazir）     |      |

## 外部連結
- 阿然·巴傑瓦在互联网电影资料库（IMDb）上的資料（英文）
- 阿然·巴傑瓦的X（前Twitter）